# 谢恩·莱奇勒
谢恩·莱奇勒（英語：Shane Lechler，1976年8月7日—），美式足球弃踢手。他于1996年至1999年间在德州农工大学打球。2000年选秀中被突袭者队于第五轮选中，此后一直在此效力。他曾九度入选NFL全明星队（All-Pro），现为NFL历史上平均弃踢码数纪录的保持者。